# Théâtre de Beaune
Le Théâtre de Beaune ou Théâtre municipal de Beaune est un théâtre à l'italienne situé à Beaune, dans le Département de la Côte-d'Or, en Région Bourgogne-Franche-Comté, en France,

## Histoire
Le Théâtre est bâti sur le site d'une ancienne fortification, le bastion Saint-Nicolas. En 1801 une première salle de divertissement (dite « vauxhall ») est édifiée pour accueillir bals, jeux, concerts, puis transformé en café en 1853. En raison du mauvais état de la construction, la commune décide de le démolir en 1860, de terrasser de nouveau le terrain puis d'y faire construire un théâtre municipal. L'architecte Félix Goin est sélectionné, tout comme les entrepreneurs Jean-Baptiste Guenot et Truchetet et les décorateurs Charles Cambon et Joseph François Désiré Thierry, et le peintre local Hippolyte Michaud. La salle est réaménagée en 1913, et le théâtre est électrifié en 1918. En 1934 il se transforme en cinéma sous le nom de Rex-Cinéma-Théâtre. Ce dernier ferme et entre 1983 et 1989 la commune entreprend des travaux important de rénovation,.
Le théâtre est dirigé par Jérôme Sabre depuis 2015,.

## Voir également